# 鸢尾
鸢尾（学名：Iris tectorum），又名屋顶鸢尾（中国植物学杂志）、蓝蝴蝶（广州）、紫蝴蝶、扁竹花（陕西）、蛤蟆七（湖北），为鸢尾科鸢尾属的植物。

## 形态
多年生草本，根茎匍匐多节，节间短，剑形叶交互排列成两行，花茎与叶同高，总状花序，春季开蝶形蓝紫色花，1-3朵，外列花被的中央面有一行鸡冠状白色带紫纹突起。花、根、叶有小毒。

## 产地
分布于日本、台灣以及中国大陆等地，生长于海拔500米至3,800米的地区，一般生长在向阳坡地、林缘和水边湿地。

## 用途
鳶尾常作為園藝植物，同時是提煉精油和製作香水的材料之一。

## 延伸阅读
[在维基数据编辑]
 《欽定古今圖書集成·博物彙編·草木典·鳶尾部》，出自陈梦雷《古今圖書集成》
 《植物名實圖考·鳶尾》，出自吳其濬《植物名實圖考》

## 外部連結
- 鳶尾 Yuanwei（页面存档备份，存于） 藥用植物圖像數據庫 (香港浸會大學中醫藥學院) （繁體中文）（英文）
- . www.iplant.cn. 植物智.   [2021-05-06]. （原始内容存档于2021-05-06）.

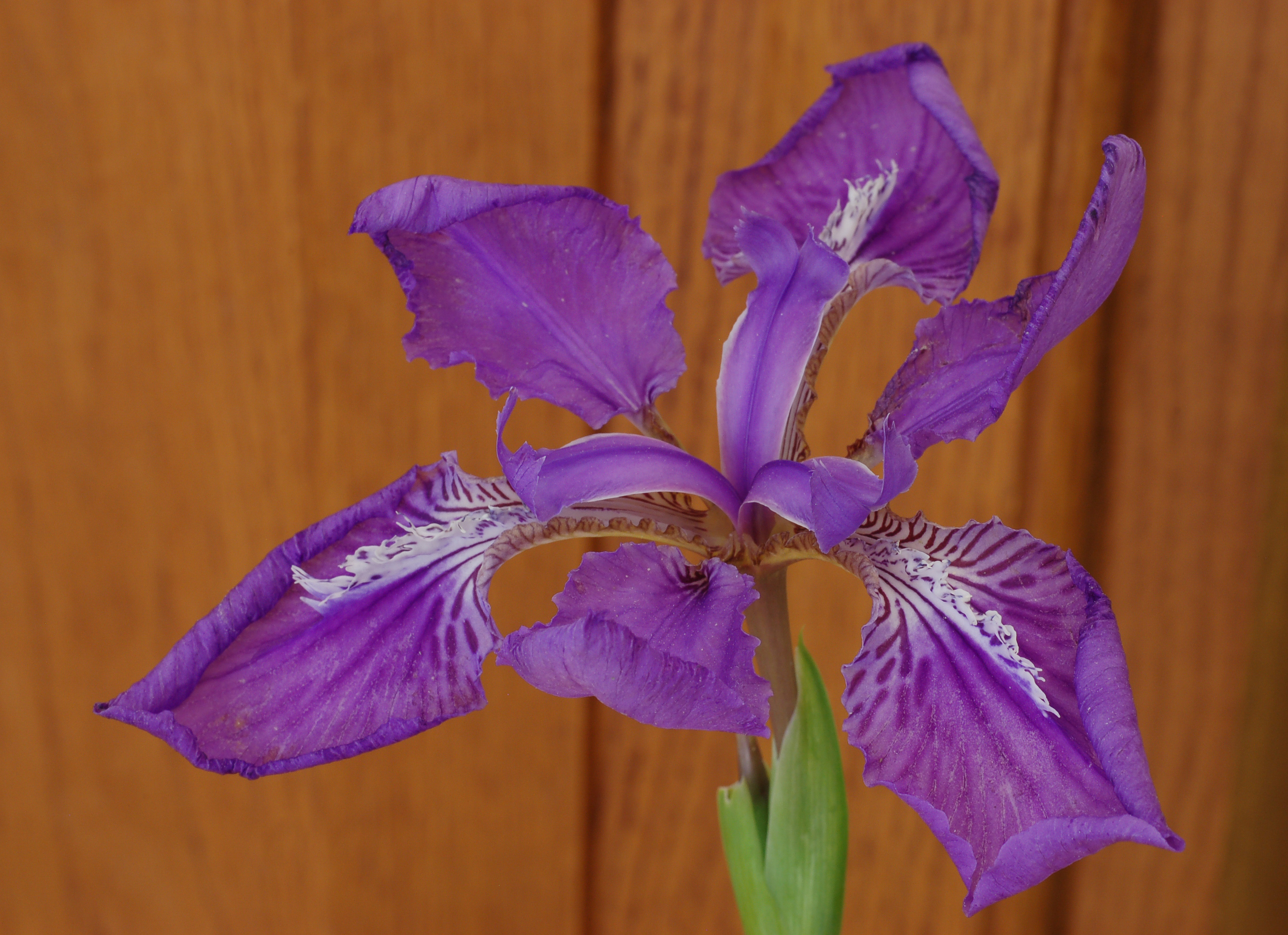
Iris tectorum 'Woolong'
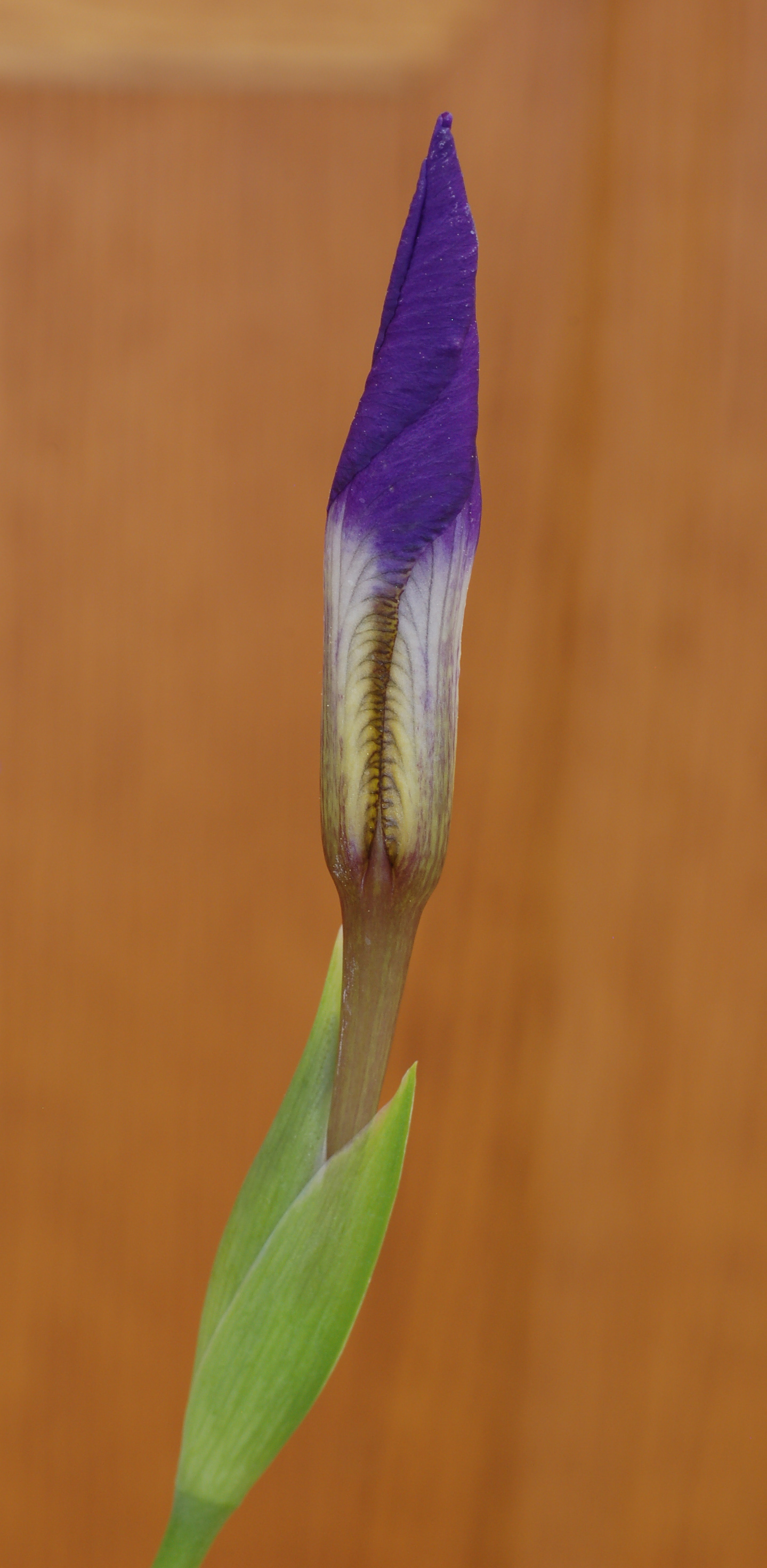
Iris tectorum 'Woolong'的花蕾
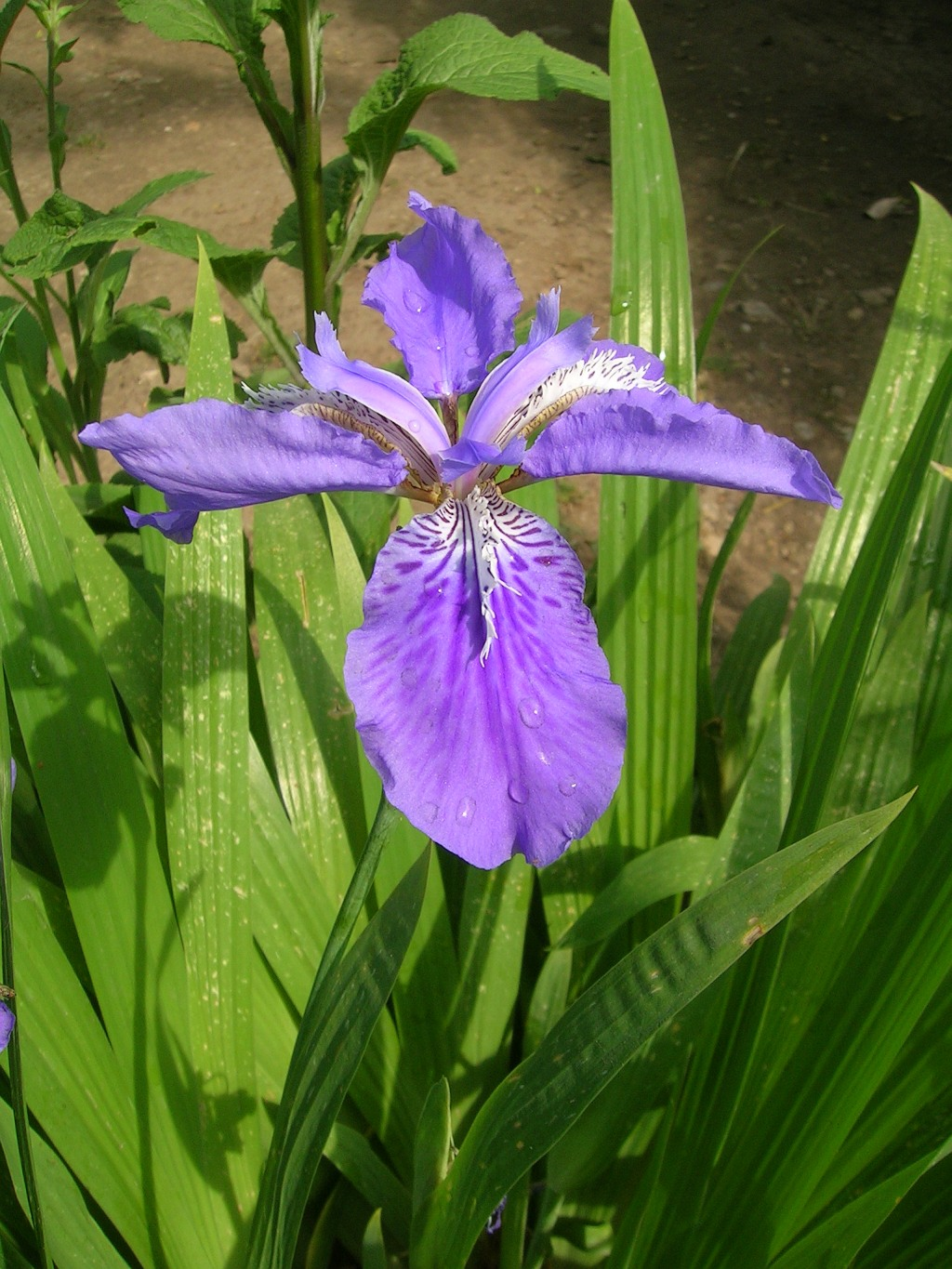

1. ↑  L. V. Averyanov, E. V. Boltenkov, T. V. Maisak, Khang Sinh Nguyen and Hiep Tien Nguyen. 2016. The Iris Family (Iridaceae) in the Flora of Eastern Indochina. Turczaninowia. 19(1); 27–33. DOI:  10.14258/turczaninowia.19.1.3